# Charles Saligny de San-Germano
Pour les articles homonymes, voir Saligny et San Germano.
Charles Saligny, duc de San-Germano, né le 12 septembre 1772 à Vitry-sur-Marne, mort le 25 février 1809 à Madrid, est un général français de la Révolution et de l’Empire.

## Biographie
Charles de Salligny entre le 4 septembre 1791 au 3e bataillon de volontaires de la Marne, en qualité de sous-lieutenant. Il est incorporé, le 21 décembre suivant dans le 18e régiment d'infanterie, et fait à l'armée du Nord, comme adjoint à l'état-major, les campagnes de 1792 et 1793.

### Un homme duMaréchal de fer
Nommé adjudant-général chef de bataillon le 19 mai 1794 et adjudant-général chef de brigade le 13 juin 1795, il sert à l'armée de Sambre-et-Meuse jusqu'au 26 février 1797, époque à laquelle le gouvernement le met à la disposition du ministre de la Guerre, qui l'envoie à l'armée d'Angleterre le 10 juin 1798, puis le 16 août, à celle de Mayence. Il se distingue le 25 septembre 1799, de manière à mériter les éloges du général Soult, depuis duc de Dalmatie, sur le rapport duquel il obtient le 26 septembre 1799 le grade de général de brigade à titre provisoire, confirmé le 19 octobre.
De retour en France, il est employé en l'an IX dans les 11e, 20e et 21e divisions militaires. Mis en disponibilité le 3 décembre 1801, et rappelé le 19 mars 1802 dans la 21e division militaire, il passe au camp de Saint-Omer le 8 novembre 1803, et devient membre et commandeur de la Légion d'honneur les 11 décembre 1803 et 14 juin 1804.
Nommé général de division le 1er février 1805, et commandant de la 11e division militaire le 27 mars 1805, il est dirigé le 30 août 1805 sur la Grande Armée en qualité de chef d'état-major du 4e corps, que commande le maréchal Soult. Le 14 octobre 1805, il signe la capitulation qui livre aux troupes françaises la ville de Memmingen.
Il devint propriétaire du superbe château d'Asnières, en bords de Seine, en septembre 1804. Il sera revendu après sa mort, en juin 1810.

### Naples et Madrid
Le 13 mars 1806 il passe à l'armée de Naples sous les ordres de Joseph-Napoléon qui, devenu roi de Naples, lui confère le titre de duc de San-Germano, et le fait grand-dignitaire de l'ordre des Deux-Siciles. Là, il convient de rapporter les Souvenirs du comte de Girardin : 
« Le général Saligny, l'un des capitaines des gardes, me confirma tout ce qui m'avait été dit par Deslandes, et il ajouta qu'il avait positivement déclaré au roi que tous les Français attachés à son service n'hésiteraient pas à prendre le même parti que moi Saligny, s'il hésitait à les placer en Espagne sur la ligne où ils devaient s'y trouver. « Je serai, me dit-il, vraisemblablement dans le même cas que vous, et je dois m'y préparer, d'après ma dernière conversation avec sa majesté ; elle a commencé par me dire qu'elle venait de me nommer duc de San-Germano. Je lui ai demandé ce que c'était ; elle me répondit que San Germano était une petite ville à l'entrée du royaume de Naples, au pied de l'abbaye du Mont-Cassin. Je savais cela aussi bien que lui, et ce n'était nullement la réponse à ma question. Comme je pèse toutes les choses que l'on me donne, afin de les apprécier à leur juste valeur, ma question avait pour but unique de savoir ce que pourrait rapporter le duché dont je venais d'être gratifié. Lorsque ma pensée eût été nettement exprimée, on me dit :
« — Rien.
— Comment rien ? répliquai-je.
— Non, rien ; mais cependant beaucoup dans l'opinion ; car le titre que je viens de vous conférer est beau, il est historique et répandra sur vous, et conséquemment sur votre famille, une grande illustration ; car ce que je dois éviter, surtout en Espagne, c'est d'avoir auprès de moi des hommes nouveaux.
— Je ne sais, ai-je répondu au roi, si l'habitude que j'ai de porter le nom de Saligny n'a pas contribué à m'y attacher beaucoup, car je vous avouerai que lorsque je le compare avec celui de San-Germano, je l'aime tout autant, et peut-être même beaucoup mieux ; mais je dois avouer à Votre Majesté que San-Germano me plairait beaucoup plus que Saligny, si ce titre augmentait mes revenus.
— Je vous le répète encore, me dit le roi, c'est un titre purement honorifique, et je ne puis concevoir encore comment vous n'en sentez pas tout le prix.
— Au surplus, si vous y tenez, il deviendra indifférent à votre capitaine des gardes de s'appeler San-Germano au lieu de Saligny.
— Je croyais que vous saviez que, pour être l'un de mes capitaines des gardes, à Madrid, il faut être grand d'Espagne. — Je l'ignore ; mais ce que je prie Sa Majesté de ne point ignorer, c'est que je ne la suivrais pas dans la Péninsule si je n'y conservais pas le rang que j'avais à Naples.
— Vous ne réfléchissez donc pas que je viens de vous donner un honorable dédommagement en vous créant duc de San-Germano ? »
J'ai déclaré au roi que s'il regrettait son duché, il pouvait le reprendre, et que je n'y tenais nullement. Nous nous sommes séparés, comme vous voyez, fort peu contens l'un de l'autre. »
— Stanislas, comte de Girardin, Journal et souvenirs de S. Girardin

Le 15 août 1808, Saligny suit Joseph en Espagne, et est autorisé par décret du 17 juillet 1808, à rester à son service.

« Louis XIV avait conseillé au duc d'Anjou de tenir les Français dans l'ordre. De même, en prenant la cocarde rouge, Joseph devint Espagnol. Il ne conserva dans sa maison qu'un petit nombre des Français qui avaient suivi sa fortune dans le royaume de Naples. Il n'y en eut d'abord qu'un seul, le général Saligny, duc de San-Germano, qui occupât un emploi éminent, et celui-là était marié à la sœur de la Reine. »

— Maximilien, comte Foy, Histoire de la guerre de la Péninsule sous Napoléon
Cet officier général meurt à Madrid le 25 février 1809, peu de temps après avoir été placé, le 9 novembre 1808, à la tête d'une compagnie des gardes du roi.
Son nom est inscrit au côté Ouest de l'arc de triomphe de l'Étoile.

### Mariage et descendance

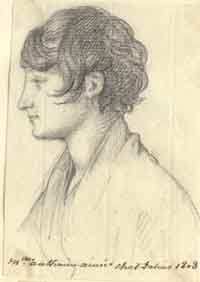
Frédéric Christophe d'Houdetot (1778–1859) : Mlle Anthoine aînée : Rosine (1788-1864), duchesse de San-Germano puis duchesse Decrès.

Fils de Nicolas Louis de Salligny (1736-1819), seigneur de Matignicourt, député de la Marne au Conseil des Anciens, puis député de la Marne au Corps législatif et de Marie (née en 1742), fille de Nicolas de Ballidart (1712-après 1760), seigneur de la Pénicière, capitaine au Royal Artillerie, Saligny épouse le 26 juin 1805, Marie-Rose Rosine Anthoine de Saint-Joseph (1788-1864), fille d'Antoine-Ignace Anthoine, richissime négociant et maire de Marseille, et nièce de Julie Clary, femme de Joseph Bonaparte, dont il eut une fille :
- Eugénie Moïna de Saligny de San Germano (Paris, 1806 - Paris, 24 mai 1830, inhumée au cimetière du Père-Lachaise), marquise de Dalmatie, mariée le 17 mars 1825, avec Napoléon Hector Soult (1802-1857), 2e duc de Dalmatie (1851), ministre plénipotentiaire, député du Tarn, sans postérité.

Sa veuve épouse en secondes noces le vice-amiral et ministre de la marine Denis Decrès, le 3 novembre 1813.

## Distinctions

### Titres
- Duc de San-Germano (3 mars 1806[8],[7] : « Deux-Siciles » (Royaume de Naples)) ;
- Baron Saligny et de l'Empire (décret du 19 mars 1808[6],[9]).

### Décorations
| Commandant de la Légion d'honneur | Grand dignitaire de l'ordre des Deux-Siciles |

- Légion d'honneur[10],[1] :
  - Légionnaire le 19 frimaire an XII (11 décembre 1803)

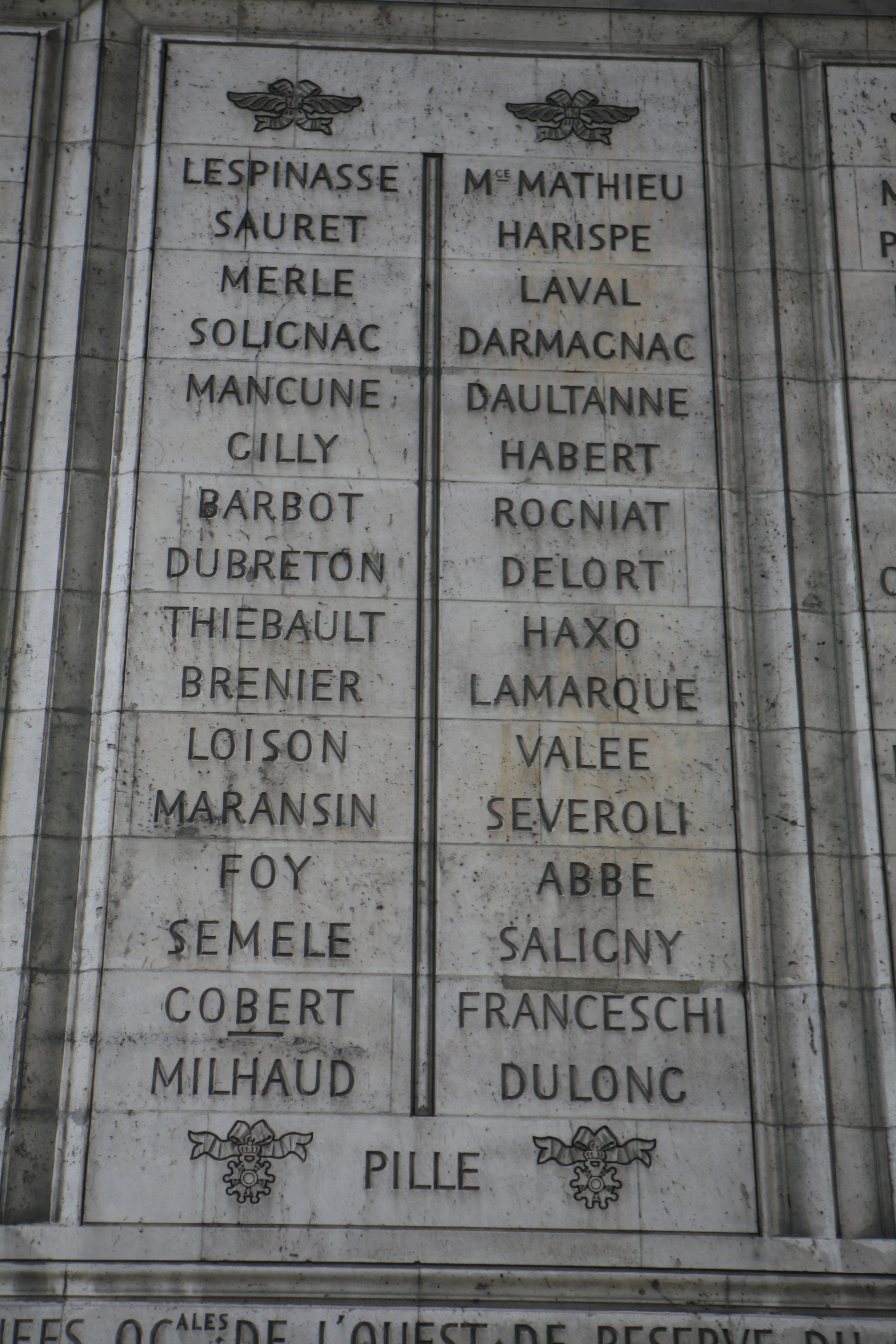
Noms gravés sous l'arc de triomphe de l'Étoile : pilier Ouest, 35e et 36e colonnes.

  - Commandeur de la Légion d'honneur le 25 prairial an XII (14 juin 1804)
- Grand dignitaire de l'ordre des Deux-Siciles.

### Hommage, honneurs, mentions…
- Il fait partie des 660 personnalités à avoir son nom gravé sous l'arc de triomphe de l'Étoile. Il apparaît sur la 36e colonne (l’Arc indique SALIGNY).